# Edifici d'habitatges a l'avinguda Caresmar, 40 (Igualada)
L'Edifici d'habitatges a l'avinguda Caresmar, 40 és una obra monumentalista academicista d'Igualada (Anoia) inclosa a l'Inventari del Patrimoni Arquitectònic de Catalunya.

## Descripció
Edifici de configuració estilística típicament ceoclàssica que agafa la forma d'arc de triomf de tres entrades amb arcs de mig punt i a sobre cada un tres petits quadrants que, en un principi, podien haver estat pensats per introduir-hi una petita decoració en baix relleu de pedra, encara que avui dia no ho podem assegurar del tot. L'acabament de l'edifici està constituït per un frontó circular que ocupa la part central sustentant-se sobre dos pilars de pedra, i finalment un petit cos de forma irregular amb línies .../... sinuoses i que culmina tot el conjunt.